# Rarotonganische Sprache
Das Māori der Cookinseln oder Rarotonganisch (englisch Cook Islands Māori) ist seit 2003 neben Englisch eine der beiden Amtssprachen der Cookinseln. Es ist mit Tahitianisch und der Sprache der Māori in Neuseeland am nächsten verwandt.

## Alphabet & Aussprache
a [a], ā [aː], e [e], ē [eː], ng [ŋ], i [i], ī [iː], k [k], m [m], n [n], o [o], ō [oː], p [p], r [ɾ], t [t], u [u], ū [uː], v [v] und ʻ [ʔ]

## Grammatik

### Personalpronomen
Singular
- Au = Ich, mich
- Koe = Du
- 'Aia = er/sie

Dual
- Tāua = wir zwei, uns zwei (du und ich)
- Māua = wir zwei, uns zwei (er/sie und ich)
- Kōrua = ihr zwei
- Rāua = sie (die zwei von denen)

Plural
- Tātou = wir, uns (ihr zwei (oder mehr) und ich)
- Mātou = wir, uns (sie und ich)
- Kōtou = alle von euch
- Rātou = sie (mehr als zwei)

## Wörter & Phrasen
- ja = ʻāe
- nein = kāre
- Hallo = Kia orāna
- Hallo! = Kia ārana koe!
- Wow! = Āue!
- Frau = vaīne
- Mann = tangata
- Kind = tamariki, tamaiti
- Ich komme aus Rarotonga = No Rarotonga au.
- Blut = toto
- Wie heißt du? = Ko 'ai tō'ou ingoa?
- Ich heiße Mary. = Ko Mary tōku ingoa.
- Und du? = E koe?
- glücklich = mataora
- Fisch = ika
- Meer = moana, tai
- Tahiti = taʻiti
- essen = kaikai
- sehen = kite
- laufen = oro
- arbeiten = āngaānga

### Zahlen
- 0 = kāre
- 1 = taʻi
- 2 = rua
- 3 = toru
- 4 = ā
- 5 = rima
- 6 = ono
- 7 = ʻitu
- 8 = varu
- 9 = iva
- 10 = ta'i ngaʻuru